# اچ‌ام‌اس فلینتام (ام۲۶۲۹)
اچ‌ام‌اس فلینتام (ام۲۶۲۹) (به انگلیسی: HMS Flintham (M2629)) یکی از ۹۳ کشتی کلاس هم (به انگلیسی: Ham-class) از مین‌روب‌های ساحلی بود.
نام‌های این کشتی‌ها از نام شهرهایی که با -ham- به پایان می‌رسند انتخاب شده‌است. این مین‌روب از روی شهر فلینتهام (به انگلیسی: Flintham) در ناتینگهام‌شر (به انگلیسی:Nottinghamshire) نام‌گذاری شده‌است.